# Johan Bojer
Johan Bojer (n. 6 martie 1872 - d. 3 iulie 1959) a fost un scriitor norvegian.

## Opera
- Unge tanker, roman publicat sub pseudonimul Johan K. Hansson
- 1895: Helga, roman
- 1899: Războiul fără sfârșit ("Den evige krig"), roman
- 1902: Teodora ("Teodora")
- 1903: Fascinația minciunii ("Troens makt") (Editura pentru literatură, BPT, 1969, traducere de Alexandru Sever și Maria Alice-Botez), roman
- 1904: Brutus ("Brutus"), piesă de teatru
- 1916: Foamea cea mare ("Den store hunger") (Editura Ig. Hertz, 1932, traducere de Lucrezzia Karnabat), roman
- 1921: Ultimul viking ("Den siste viking") (Editura pentru literatură universală, 1967, traducere de Alexandru Budișteanu), roman
- 1924: Emigranții ("Vår egen stamme"), roman
- 1932: Maria Walewska ("Maria Walewska"), piesă de teatru
- 1938: Oamenii regelui ("Kongens karer"), roman